# Doboka
Doboka is een dorp in het district Hojai van de Indiase staat Assam. 

## Demografie
Volgens de Indiase volkstelling van 2001 wonen er 11.043 mensen in Doboka, waarvan 52% mannelijk en 48% vrouwelijk is. De plaats heeft een alfabetiseringsgraad van 58%. 